# Podhuszczka
Podhuszczka – wieś w Polsce położona w województwie lubelskim, w powiecie zamojskim, w gminie Skierbieszów.
| SIMC    | Nazwa      | Rodzaj    |
| ------- | ---------- | --------- |
| 0898679 | Kolonia    | część wsi |
| 0898685 | Majdanek   | część wsi |
| 0898691 | Stara Wieś | część wsi |

W latach 1975–1998 miejscowość administracyjnie należała do województwa zamojskiego.
Wieś jest sołectwem w gminie Skierbieszów. Według Narodowego Spisu Powszechnego z roku 2011 wieś liczyła 154 mieszkańców.
Wierni Kościoła rzymskokatolickiego należą do parafii Wniebowzięcia Najświętszej Maryi Panny w Skierbieszowie.

## Historia
Według Słownika geograficznego Królestwa Polskiego z roku 1887 – Podhuszczka stanowiła wieś i folwark w powiecie zamojskim, gminie i parafii Skierbieszów. Wieś leży w południowej stronie powiatu pośród lasów, odległa od Zamościa 20 wiorst. Według noty słownika posiadała 3 domy dworskie i 7 włościańskich, ludności katolickiej 68, prawosławnej 21 osób.
Folwark Podhuszczka w roku 1880 został oddzielony od dóbr Skierbieszów. Posiadał rozległość 788 mórg z czego: grunty orne i ogrody stanowiły 264 morgi, łąk było 69 mórg, pastwiska 3 morgi. Obszar leśny rozłożony 386 morgach, las był urządzony, wody pokrywały 56 mórg zaś odłogiem leżało 10 mórg nieużytków. Zabudowania folwarczne stanowiły budynki z drzewa w liczbie 12.
Do włościan należało wówczas 83 morgi gruntu. Własność ziemska Joszta. Podług danych ze spisu z 1827 roku było 20 domów 71 mieszkańców. Zobacz też: Majdan Podhuszczka oraz opis Huszczki Wielkiej i Małej w SgKP.